# 湖南省旅游局
湖南省旅游局是中华人民共和国湖南省人民政府管理湖南省旅游业的直属机构。

## 内设机构
- 办公室(政策法规处)
- 行业管理处
- 市场开发处
- 规划财务处
- 人事教育处
- 机关党委
- 纪律监察室[1]

## 直属机构
- 旅游质量监督管理所
- 培训中心
- 导游服务管理中心
- 信息中心
- 后勤服务中心[1]